# ربشوویتسه
ربشوویتسه (به لاتین: Rebešovice) یک منطقهٔ مسکونی در جمهوری چک است که در ناحیه برنو-تسوونتری واقع شده‌است. ربشوویتسه ۴٫۱۱ کیلومتر مربع مساحت و ۸۴۱ نفر جمعیت دارد و ۲۰۴ متر بالاتر از سطح دریا واقع شده‌است.